# Rino Tommasi
Salvatore Tommasi, detto Rino (Verona, 23 febbraio 1934 – Roma, 8 gennaio 2025), è stato un giornalista, conduttore televisivo e telecronista sportivo italiano.
È stato uno dei maggiori esperti italiani di pugilato e tennis; le sue conoscenze storiche ed enciclopediche ne hanno fatto inoltre uno dei maggiori esperti di statistiche sportive.
È anche ricordato per la sua capacità di trasformare il racconto sportivo in un'esperienza culturale e di intrattenimento di altissimo livello.

## Biografia
Frequentò il liceo scientifico "Benedetto Rosetti" di San Benedetto del Tronto, durante il periodo in cui il padre Virgilio (per 13 anni detentore del record italiano di salto in lungo; partecipò alle Olimpiadi nel 1924 e nel 1928, mentre lo zio Angelo prese parte alle Olimpiadi 1932 nel salto in alto) lavorava nella cittadina marchigiana. In seguito si laureò in Scienze politiche con una tesi sull'organizzazione internazionale dello sport. 

### Carriera sportiva
Tommasi svolse una discreta carriera tennistica. Dal 1951 al 1954 fu classificato in 3ª categoria e dal 1955 al 1972 in 2ª categoria. Vinse quattro titoli di campione italiano universitario (per i quali lo stesso Tommasi affermerà di averli vinti "a conferma del basso livello culturale dei migliori tennisti italiani") e due medaglie di bronzo ai Giochi mondiali studenteschi: nel 1955 a San Sebastián nel singolare e due anni dopo a Parigi nel doppio misto. 
Fu dapprima presidente del Comitato regionale del Lazio della Federazione Italiana Tennis quindi, nel 1966, membro della commissione tecnica.

### Carriera giornalistica
(Gianni Brera)
Già nel 1947, Tommasi si vide pubblicare il primo articolo, sull'edizione marchigiana de Il Messaggero. Intraprese la carriera giornalistica a 19 anni (nel 1953) nell'agenzia giornalistica «Sportinformazioni», sotto la direzione di Luigi Ferrario. 
Successivamente passò a Tuttosport quindi, nel 1965, iniziò a lavorare a La Gazzetta dello Sport, per la quale scriverà per più di quarant'anni. Collaborò anche con la Repubblica, Il Gazzettino di Venezia e Il Mattino di Napoli. 
Nel 1968 venne nominato dall'allora presidente della Lazio, l'imprenditore italoamericano Umberto Lenzini, come capo dell'ufficio stampa della società romana, ruolo che ricoprirà per un solo anno. Dal settembre 1970 pubblicò, per dieci anni circa, la rivista specialistica mensile Tennis Club.

### Carriera di organizzatore pugilistico
Dal 1959 al 1970, Rino Tommasi si dedicò all'organizzazione di incontri di pugilato, in particolare al Palazzo dello Sport di Roma con la sua ITOS (Italiana Organizzazioni Sportive). In tale attività fu il più giovane organizzatore pugilistico del mondo. Impose inizialmente come vedette il mediomassimo Giulio Rinaldi, grazie al quale riuscì a riempire l'impianto olimpico anche senza avversari di richiamo. Il 4 giugno 1960, contro il modesto francese Germinal Ballarin, Rinaldi attirò una folla record di 15.255 spettatori. 
Tra il gennaio ed il marzo del 1961 Tommasi ottenne il tutto esaurito al Palaeur in altri tre match di Rinaldi con pugili minori nell'arco di poche settimane. Nel settembre 1962 per il campionato d'Europa dei mediomassimi tra lo stesso Rinaldi e lo scozzese Chic Calderwood, Tommasi fece registrare il tutto esaurito dieci giorni prima dell'evento. Tommasi riuscì a imporre anche l'olimpionico Franco De Piccoli tra i beniamini della piazza romana. Il 9 novembre 1962, al botteghino del Palazzo dello Sport, per il match tra De Piccoli e il modesto John Riggins (in una riunione in cui combatte anche Bruno Visintin), furono venduti 14.402 biglietti per un incasso di circa 30 milioni. 
Grazie a Tommasi il Palazzo dello Sport di Roma scalzò la piazza di Milano nell'organizzazione dei match più importanti. 
A metà degli anni sessanta Tommasi organizzò al Palasport una serie di grandi incontri con in palio il titolo mondiale. Iniziò, in collaborazione con la SIS di Milano, allestendo il match Sandro Mazzinghi contro Fortunato Manca, per il titolo dei medi junior. Nel 1965 convinse Pone Kingpetch a mettere in palio il titolo dei mosca contro Burruni. In dicembre allestì la rivincita tra Nino Benvenuti e Sandro Mazzinghi. Nel 1966 organizzò il match tra Hernández e Lopopolo per il mondiale dei welter junior e la prima difesa del milanese contro l'altro venezuelano Vicente Rivas. Non disdegnò di organizzare incontri "mondiali" allo Stadio San Paolo di Napoli, come quello tra Nino Benvenuti e Fraser Scott nel 1969.
Il 22 novembre 1969, Tommasi organizzò a Roma, tra Nino Benvenuti e Luis Rodríguez, il match per il titolo mondiale dei pesi medi, trasmesso in diretta dalla Rai. L'incasso fu di 94,682 milioni ma gli spettatori paganti erano "solo" 9.617. Lasciò allora l'organizzazione di incontri di pugilato dicendo "la boxe è finita" e affermando di non poter resistere di fronte all'assalto delle televisioni.

### Commentatore televisivo
Tommasi diventò nel 1981 il primo direttore dei servizi sportivi della rete televisiva Canale 5 e dieci anni dopo fu il primo direttore dei servizi sportivi di Tele+ (che nel 2003 diventerà poi Sky),. Negli anni ottanta fu ideatore e conduttore di La grande boxe, rotocalco televisivo a cadenza settimanale di pugilato, in onda sulle reti Fininvest. Nei successivi trent'anni si affermò come il telecronista sportivo più riconoscibile e apprezzato della storia della comunicazione sportiva italiana. Tommasi negli anni 80 prese la decisione di introdurre nel panorama italiano delle telecronache sportive una novità che fece poi scuola, ovvero la “seconda voce”. Spesso in coppia con l'amico Gianni Clerici (e anche con Roberto Lombardi e Ubaldo Scanagatta) commentò i principali avvenimenti tennistici per le reti per le quali i due lavorarono fino al 2010, a partire da TV Koper Capodistria, passando per Tele+ e SKY Sport. Tali telecronache diventano famose per la competenza e la garbata ironia dei due commentatori, e in proposito Tommasi dichiarò:
Dal marzo 2009 fino a febbraio 2011 collaborò inoltre con l'emittente su piattaforma digitale terrestre Dahlia TV, per le telecronache degli incontri di boxe. Lavorò anche come commentatore tennistico per Radio Monte Carlo.
Seguì da giornalista 13 edizioni dei Giochi olimpici e da telecronista più di 400 incontri valevoli per il titolo mondiale di boxe, 7 edizioni del Super Bowl della NFL e 149 tornei di tennis del Grande Slam.
Nel corso della sua carriera di commentatore, era arrivato a totalizzare ben 157 trasferte negli Stati Uniti.
Si professò tifoso dell'Hellas Verona, pur riconoscendo una simpatia per la Sambenedettese e il ChievoVerona.

### Morte
Tommasi è morto novantenne l'8 gennaio 2025, per complicazioni della malattia di Parkinson, diagnosticatagli quindici anni prima.

## Premi e riconoscimenti
- Ha vinto il premio dell'Unione Stampa Sportiva Italiana per la cronaca (intervista a Henry Kissinger) e per la televisione.
- Per due volte, nel 1982 e nel 1991, ha vinto il premio "Jack" così chiamato in onore del fondatore dell'ATP Jack Kramer.
- Tennis Writer of the Year, considerato «l'Oscar del tennis», assegnato dall'ATP attraverso una votazione tra i tennisti professionisti[1];
- Nel 1993 ha ricevuto il prestigioso Ron Bookman Media Excellence Award;
- Ha vinto due premi di Letteratura Sportiva del CONI con i volumi Storia del tennis e La grande boxe[1];
- Ai Giochi Olimpici di Londra 2012 viene premiato dal CIO quale uno dei giornalisti ad aver seguito il maggior numero di Olimpiadi, grazie alle sue undici partecipazioni.[22]

## Impatto culturale
Nel corso della sua lunga carriera di telecronista, ha coniato e reso popolari diverse espressioni, alcune delle quali entrate nel gergo sportivo televisivo:
- l'espressione "sul mio personalissimo cartellino", solitamente utilizzata prima di assegnare a proprio giudizio il punteggio del round appena concluso in un incontro di boxe;
- l'espressione "circoletto rosso", con cui graficamente evidenziava a biro rossa un quindici sul taccuino durante la telecronaca, per rimarcare un punto spettacolare in un incontro di tennis;
- il termine "veronica", utilizzato per definire una volée alta dorsale di rovescio, mutuandolo dall'omonima figura (pur completamente diversa) della corrida;
- l'uso dell'aggettivo "pesante" per indicare un vantaggio di tre game con già due break sull'avversario (ad es., 3-0 pesante significa 3-0 e servizio a favore);
- l'uso dell'aggettivo "anomalo" per indicare un diritto a sventaglio o inside out (cioè da sinistra verso destra per un destrimane);
- l'uso dell'aggettivo "periodico" per indicare un punteggio identico in tutti i set (ad es., "6-2 periodico" indica un risultato di 6-2, 6-2, 6-2);
- l'uso del sostantivo "ricamo" per indicare una volée ben eseguita;
- l'uso del sostantivo "benedizione" per indicare uno smash semplice da chiudere;
- l'uso del termine "mini break" per indicare un punto ottenuto su servizio dell'avversario durante un tie-break;
- l'espressione "fare gli omini con i baffi" per indicare dei punti ottenuti con gesti particolarmente ricchi di estro e inventiva.